# Rocketman (2019)
Rocketman is een Brits-Amerikaanse biografische muziekfilm uit 2019 onder regie van Dexter Fletcher. De film is gebaseerd op het leven van de Britse zanger en pianist Elton John. De hoofdrollen worden vertolkt door Taron Egerton, Jamie Bell, Richard Madden en Bryce Dallas Howard.

## Verhaal
Reginald Dwight is een talentvolle zanger en pianist. Onder de artiestennaam Elton John groeit hij uit tot een flamboyante wereldster. Ondanks zijn succes en faam worstelt hij ook met depressies, druggebruik en het aanvaarden van zijn seksuele geaardheid.

## Rolverdeling
| Acteur              | Personage           |
| ------------------- | ------------------- |
| Taron Egerton       | Elton John          |
| Jamie Bell          | Bernie Taupin       |
| Richard Madden      | John Reid           |
| Bryce Dallas Howard | Sheila Eileen       |
| Tate Donovan        | Doug Weston         |
| Stephen Graham      | Dick James          |
| Charlie Rowe        | Ray Williams        |
| Gemma Jones         | Ivy                 |
| Kit Connor          | jonge Reggie Dwight |
| Matthew Illesley    | jonge Reggie Dwight |
| Jason Pennycooke    | Wilson              |
| Kamil Lemieszewski  | Dr. Maverick        |
| Steven Mackintosh   | Stanley             |
| Celinde Schoenmaker | Renate Blauel       |

## Productie

### Ontwikkeling
Begin 2011, tijdens de promotiecampagne van Gnomeo & Juliet (2011), verklaarde Elton John dat hij samen met scenarist Lee Hall aan een biopic over zijn leven en carrière werkte. De twee hadden in 2005 al samengewerkt aan de Broadway-musical Billy Elliot. Het project, getiteld Rocketman naar het gelijknamig nummer van de zanger, werd omschreven als een 'non-lineaire en hypervisuele film'. Toen John gevraagd werd wie hem eventueel zou kunnen vertolken, liet hij de naam van Robert Downey jr. vallen. De twee hadden in 2001 samengewerkt aan de videoclip van het nummer "I Want Love". In januari 2012 bevestigde John dat er aan een biopic gewerkt werd en verklaarde hij dat zanger en acteur Justin Timberlake de geschikte persoon was om hem te vertolken.
In maart 2013 werd reclamemaker Michael Gracey aangekondigd als regisseur. Zes maanden later werd het project door Focus Features opgepikt en werd Tom Hardy gecast als hoofdrolspeler. Ondanks plannen om in de lente van 2014 aan de opnames te beginnen, viel het project stil, onder meer omdat de studio het project te duur en het script van Hall te duister vond.
Tijdens de postproductie van Kingsman: The Golden Circle (2017) werd het project aan Matthew Vaughn voorgesteld. Vaughn wilde de film producen, maar vond Hardy te oud voor de rol en werd niet enthousiast van het idee dat de acteur niet zelf zou zingen, waarop hij Taron Egerton voorstelde als hoofdrolspeler. In juli 2017 raakte bekend dat Hardy niet langer bij de film betrokken was en dat er met Egerton onderhandeld werd om hem op te volgen.
Gracey haakte uiteindelijk af omdat hij het te druk had met de musicalfilm The Greatest Showman (2017). Dexter Fletcher, die in december 2017 Bryan Singer had vervangen als de regisseur van de Queen-biopic Bohemian Rhapsody (2018), werd vervolgens in dienst genomen om de film te regisseren. Egerton, Fletcher en Vaughn hadden eerder al samengewerkt aan de biografische sportfilm Eddie the Eagle (2016). In april 2018 werd het project opgepikt door Paramount Pictures en raakte bekend dat Egerton de nummers van Elton John zelf zou zingen. De acteur zag de film niet als een traditionele biopic, maar eerder als een fantasy-musical.

### Casting
In april 2018 werd Taron Egerton officieel gecast als Elton John. De acteur had in 2017 met de zanger samengewerkt aan de actiefilm Kingsman: The Golden Circle. Ter voorbereiding op zijn rol verdiepte hij zich in Johns handgeschreven dagboeken van de periode 1970–1976. In juni 2018 werd Jamie Bell gecast als Bernie Taupin, de songwriter van John. Een maand later werden Richard Madden en Bryce Dallas Howard aan het project toegevoegd als respectievelijk de manager en moeder van de zanger.

### Opnames
De opnames gingen begin augustus 2018 van start. Er werd gefilmd in onder meer Noord-Londen, de geboortestreek van Elton John, en de Bray Studios in Bray (Berkshire). Egerton zong zelf de nummers van Elton John in. De acteur had eerder ook al gezongen voor de animatiefilm Sing (2016). De muziekopnames duurden enkele maanden en vonden plaats in de Abbey Road Studios in Londen.
Om meer op Elton John te lijken, werd er een vals gebit ontwikkeld voor Egerton. De regisseur vreesde echter dat het gebit het zangvermogen van de acteur zou belemmeren en dus werd besloten om via speciale effecten een spleetje tussen zijn voortanden te creëren. Het kapsel van Egerton werd verdund en opgeschoren en voor sommige scènes werd hij ook uitgerust met een bald-cap.

## Release
Op 16 mei 2019 ging de film in première op het filmfestival van Cannes. De Britse première volgde op 24 mei 2019. In België en Nederland werd de film uitgebracht op respectievelijk 29 en 30 mei 2019.

## Prijzen en nominaties
| Jaar | Prijs                  | Categorie                      | Genomineerde(n)              | Uitslag     |
| ---- | ---------------------- | ------------------------------ | ---------------------------- | ----------- |
| 2020 | Golden Globes          | Beste film (komedie/musical)   | Beste film (komedie/musical) | Genomineerd |
| 2020 | Golden Globes          | Beste acteur (komedie/musical) | Taron Egerton                | Gewonnen    |
| 2020 | Golden Globes          | Beste muzieknummer             | Elton John, Bernie Taupin    | Gewonnen    |
| 2020 | Critics' Choice Awards | Beste kostuumontwerp           | Julian Day                   | Genomineerd |
| 2020 | Critics' Choice Awards | Beste grime en haarstijl       | Beste grime en haarstijl     | Genomineerd |
| 2020 | Critics' Choice Awards | Beste muzieknummer             | Elton John, Bernie Taupin    | Gewonnen    |
| 2020 | BAFTA Awards           | Beste Britse film              | Beste Britse film            | Genomineerd |
| 2020 | BAFTA Awards           | Beste acteur                   | Taron Egerton                | Genomineerd |
| 2020 | BAFTA Awards           | Beste geluid                   | Beste geluid                 | Genomineerd |
| 2020 | BAFTA Awards           | Beste grime en haarstijl       | Beste grime en haarstijl     | Genomineerd |
| 2020 | Academy Awards         | Beste originele nummer         | Elton John, Bernie Taupin    | Gewonnen    |

## Trivia
- De titel van de film verwijst naar het nummer "Rocket Man" (1972) van Elton John en Bernie Taupin.